# Adesmia elegans
Adesmia elegans är en ärtväxtart som beskrevs av Dominique Clos. Adesmia elegans ingår i släktet Adesmia och familjen ärtväxter. Inga underarter finns listade i Catalogue of Life.